# Lijst van voetbalinterlands Luxemburg - Marokko
Deze lijst van voetbalinterlands is een overzicht van alle officiële voetbalwedstrijden tussen de nationale teams van Luxemburg en Marokko. De landen speelden tot op heden drie keer tegen elkaar, te beginnen met een vriendschappelijke wedstrijd op 23 maart 1994 in Luxemburg. De laatste ontmoeting, eveneens een vriendschappelijke wedstrijd, werd gespeeld in Luxemburg op 21 augustus 2002.

## Wedstrijden
| № | Plaats    | Datum            | Competitie        | Wedstrijd           | Uitslag |
| - | --------- | ---------------- | ----------------- | ------------------- | ------- |
| 1 | Luxemburg | 23 maart 1994    | Vriendschappelijk | Luxemburg – Marokko | 1 – 2   |
| 2 | Rabat     | 7 februari 1996  | Vriendschappelijk | Marokko – Luxemburg | 2 – 0   |
| 3 | Luxemburg | 21 augustus 2002 | Vriendschappelijk | Luxemburg – Marokko | 0 – 2   |

## Samenvatting
| Competitie        | Totaal gespeeld | Winst Luxemburg | Gelijk | Winst Marokko | Doelsaldo Luxemburg – Marokko |
| ----------------- | --------------- | --------------- | ------ | ------------- | ----------------------------- |
| Vriendschappelijk | 3               | 0               | 0      | 3             | 1 − 6                         |
| Totaal            | 3               | 0               | 0      | 3             | 1 − 6                         |

## Details

### Eerste ontmoeting
De eerste ontmoeting tussen de nationale voetbalploegen van Luxemburg en Marokko vond plaats op 23 maart 1994. Het vriendschappelijke duel, bijgewoond door 4.936 toeschouwers, werd gespeeld in het Stade Josy Barthel in Luxemburg, en stond onder leiding van scheidsrechter Didier Pauchard uit Frankrijk. Bij Luxemburg maakte Vito Marchione (CS Grevenmacher) zijn debuut voor de nationale ploeg.
| Vriendschappelijk (Luxemburg, Luxemburg, 23 maart 1994):                                                                                                |              | |
| Luxemburg | 1 – 2        | Marokko |
| Thomas Wolf 72' | goals        | 45' Larbi Hababi 90' Abdelkrim El Hadrioui |
| Paul Philipp | bondscoach   | Abdellah Ajri |
| Paul Koch Thomas Wolf Ralph Ferron Jeff Strasser Carlo Weis Marc Birsens Luc Holtz Joel Groff Manuel Cardoni 89' Robert Langers 82' Stefano Fanelli 77' | opstellingen | 46' Said D'Ghay Nacer Abdellah Smahi Triki Lahcen Abrami Aziz Lagraoui 77' Rachid Daoudi Abdelmajid Bouyboud 46' Hassan Kachloul Mohammed Ben Mahoud Arbi Hababi Mustapha Hadji |
| Patrick Morocutti 77' Vito Marchione 82' Marc Thomé 89'                                                                                                 | wissels      | 46' Khalil Azmi 46' Youssef Fertout 77' Abdelkrim El Hadrioui |

### Tweede ontmoeting
De tweede ontmoeting tussen Luxemburg en Marokko vond plaats op 7 februari 1996. Het vriendschappelijke duel, bijgewoond door 20.000 toeschouwers, werd gespeeld in het Stade Prince Moulay Abdellah in Rabat, en stond onder leiding van scheidsrechter Abderrahim El Arjoun uit Marokko. 
| Vriendschappelijk (Rabat, Marokko, 7 februari 1996): |              |              |
| Marokko                                              | 2 – 0        | Luxemburg    |
| Jamal Sellami 36' Abdeljalil Hadda 79'               | goals        |              |
| Henri Michel                                         | bondscoach   | Paul Philipp |
|                                                      | opstellingen |              |
|                                                      | wissels      |              |

### Derde ontmoeting
De derde ontmoeting tussen de nationale voetbalploegen van Luxemburg en Marokko vond plaats op 21 augustus 2002. Het vriendschappelijke duel, bijgewoond door 1.654 toeschouwers, werd gespeeld in het Stade Josy Barthel in Luxemburg, en stond onder leiding van scheidsrechter Edgar Steinborn uit Duitsland. Bij Luxemburg maakte Sébastien Rémy (F91 Dudelange) zijn debuut voor de nationale ploeg.
| Vriendschappelijk (Luxemburg, Luxemburg, 21 augustus 2002): |              |                                          |
| Luxemburg                                                   | 0 – 2        | Marokko                                  |
|                                                             | goals        | 72' Mohamed Jabrane 84' Nouredine Kacimi |
| Allan Simonsen                                              | bondscoach   | Badou Ezaki                              |
|                                                             | opstellingen |                                          |
|                                                             | wissels      |                                          |

FLF · A-internationals · Bondscoaches · Statistieken · Luxemburgs vrouwenelftal · Luxemburg U21 · Luxemburg U19 · Luxemburg U18 · Luxemburg U17 · Luxemburg U16
1911 – 1919 ·
1920 – 1929 ·
1930 – 1939 ·
1940 – 1949 ·
1950 – 1959 ·
1960 – 1969 ·
1970 – 1979 ·
1980 – 1989 ·
1990 – 1999 ·
2000 – 2009 ·
2010 – 2019 ·
2020 − 2029
OS 1920 · 
OS 1924 · 
OS 1928 · 
OS 1936 · 
OS 1948 · 
OS 1952
1911 · 
1912 · 
1913 · 
1914 · 
1915 · 1916 · 1917 · 1918 · 1919 · 
1920 · 
1921 · 1922 · 1923 · 
1924 · 
1925 · 1926 · 
1927 · 
1928 · 
1929 · 1930 · 1931 · 1932 · 1933 · 
1934 · 
1935 · 
1936 · 
1937 · 
1938 · 
1939 · 
1940 · 
1941 · 1942 · 1943 · 1944 · 
1945 · 
1946 · 
1947 · 
1948 · 
1949 · 
1950 · 
1952 · 
1952 · 
1953 · 
1954 · 
1955 · 
1956 · 
1957 · 
1958 · 
1959 · 
1960 · 
1961 · 
1962 · 
1963 · 
1964 · 
1965 · 
1966 · 
1967 · 
1968 · 
1969 · 
1970 · 
1971 · 
1972 · 
1973 · 
1974 · 
1975 · 
1976 · 
1977 · 
1978 · 
1979 · 
1980 · 
1981 · 
1982 · 
1983 · 
1984 · 
1985 · 
1986 · 
1987 · 
1988 · 
1989 · 
1990 · 
1991 · 
1992 · 
1993 · 
1994 · 
1995 · 
1996 · 
1997 · 
1998 · 
1999 · 
2000 · 
2001 · 
2002 · 
2003 · 
2004 · 
2005 · 
2006 · 
2007 · 
2008 · 
2009 · 
2010 · 
2011 · 
2012 · 
2013 · 
2014 · 
2015 ·
2016 ·
2017 ·
2018 ·
2019 ·
2020 ·
2021
Afghanistan ·
Albanië ·
Algerije ·
Armenië ·
Azerbeidzjan ·
België ·
Bosnië en Herzegovina ·
Brazilië ·
Bulgarije ·
Canada ·
Cyprus ·
DDR ·
Denemarken ·
(West-)Duitsland ·
Egypte ·
Engeland ·
Estland ·
Faeröer ·
Finland ·
Frankrijk ·
Gambia ·
Georgië ·
Griekenland ·
Hongarije ·
Ierland ·
IJsland ·
Israël ·
Italië ·
Japan ·
Joegoslavië ·
Kaapverdië ·
Kameroen ·
Kazachstan ·
Letland ·
Liechtenstein ·
Litouwen ·
Madagaskar ·
Malta ·
Marokko ·
Mexico ·
Moldavië ·
Montenegro ·
Myanmar ·
Nederland ·
Nigeria ·
Noord-Ierland ·
Noord-Macedonië ·
Noorwegen ·
Oekraïne ·
Oostenrijk ·
Polen ·
Portugal ·
Qatar ·
Roemenië ·
Rusland ·
San Marino ·
Saoedi-Arabië ·
Schotland ·
Senegal ·
Servië ·
Servië en Montenegro ·
Slovenië ·
Slowakije ·
Sovjet-Unie ·
Spanje ·
Thailand ·
Togo ·
Tsjechië ·
Tsjecho-Slowakije ·
Turkije ·
Uruguay ·
Verenigde Staten ·
Wales ·
Wit-Rusland ·
Zuid-Korea ·
Zweden ·
Zwitserland
FRMF · A-internationals · Bondscoaches · Marokkaans vrouwenelftal · Olympisch elftal · Lokaal · Marokko U23 · Marokko U21 · Marokko U20 · Marokko U19 · Marokko U18 · Marokko U17
1950 – 1959 ·
1960 – 1969 ·
1970 – 1979 ·
1980 – 1989 ·
1990 – 1999 ·
2000 – 2009 ·
2010 – 2019 ·
2020 − 2029
WK 1970 ·
WK 1986 ·
WK 1994 ·
WK 1998 ·
WK 2018 ·
WK 2022
OS 1964 ·
OS 1972 ·
OS 1984 ·
OS 1992 ·
OS 2000 ·
OS 2004 ·
OS 2012
1944 · 
1957 · 
1958 · 
1959 · 
1960 · 
1961 · 
1962 · 
1963 · 
1964 · 
1965 · 
1966 · 
1967 · 
1968 · 
1969 · 
1970 · 
1971 · 
1972 · 
1973 · 
1974 · 
1975 · 
1976 · 
1977 · 
1978 · 
1979 · 
1980 · 
1981 · 
1982 · 
1983 · 
1984 · 
1985 · 
1986 · 
1987 · 
1988 · 
1989 · 
1990 · 
1991 · 
1992 · 
1993 · 
1994 · 
1995 · 
1996 · 
1997 · 
1998 · 
1999 · 
2000 · 
2001 · 
2002 · 
2003 · 
2004 · 
2005 · 
2006 · 
2007 · 
2008 · 
2009 · 
2010 · 
2011 · 
2012 · 
2013 · 
2014 ·
2015 ·
2016 ·
2017 ·
2018 ·
2019 ·
2020 ·
2021 ·
2022 ·
2023 ·
2024
Albanië ·
Algerije ·
Angola ·
Argentinië ·
Armenië ·
Australië ·
Bahrein ·
België ·
Benin ·
Botswana ·
Brazilië ·
Bulgarije ·
Burkina Faso ·
Burundi ·
Canada ·
Centraal-Afrikaanse Republiek ·
Chili ·
China ·
Colombia ·
Comoren ·
Congo-Brazzaville ·
Congo-Kinshasa ·
Costa Rica ·
DDR ·
Denemarken ·
Duitsland ·
Egypte ·
Engeland ·
Equatoriaal-Guinea ·
Estland ·
Ethiopië ·
Finland ·
Frankrijk ·
Gabon ·
Gambia ·
Georgië ·
Ghana ·
Griekenland ·
Guinee ·
Guinee-Bissau ·
Hongkong ·
Ierland ·
India ·
Indonesië ·
Irak ·
Iran ·
Italië ·
Ivoorkust ·
Jamaica ·
Jemen ·
Joegoslavië ·
Jordanië ·
Kaapverdië ·
Kameroen ·
Kenia ·
Koeweit ·
Kroatië ·
Lesotho ·
Libanon ·
Liberia ·
Libië ·
Luxemburg ·
Malawi ·
Maleisië ·
Mali ·
Mauritanië ·
Mexico ·
Mozambique ·
Myanmar ·
Namibië ·
Nederland ·
Nieuw-Zeeland ·
Niger ·
Nigeria ·
Noord-Ierland ·
Noorwegen ·
Oeganda ·
Oekraïne ·
Oezbekistan ·
Oman ·
Palestina ·
Paraguay ·
Peru ·
Polen ·
Portugal ·
Qatar ·
Roemenië ·
Rusland ·
Rwanda ·
Saoedi-Arabië ·
Sao Tomé en Principe ·
Schotland ·
Senegal ·
Servië ·
Sierra Leone ·
Slowakije ·
Soedan ·
Somalië ·
Sovjet-Unie ·
Spanje ·
Syrië ·
Tanzania ·
Thailand ·
Togo ·
Trinidad en Tobago ·
Tsjechië ·
Tunesië ·
Uruguay ·
Verenigde Arabische Emiraten ·
Verenigde Staten ·
Zambia ·
Zimbabwe ·
Zuid-Afrika ·
Zuid-Jemen ·
Zuid-Korea ·
Zwitserland
België (2022) · 
Frankrijk (2022) ·
Iran (2018) · 
Kroatië (2022, 1) ·
Kroatië (2022, 2) ·
Portugal (2018) · 
Portugal (2022) ·
Spanje (2018) ·
Spanje (2022)